# Greece Open
Die Greece Open oder auch Hellas Open sind im Badminton offene internationale Meisterschaften von Griechenland. Sie wurden erstmals im Jahr 2016 ausgetragen, eine zweite Austragung folgte 2017.

## Die Sieger
| Saison    | Herreneinzel      | Dameneinzel       | Herrendoppel                  | Damendoppel                       | Mixed                           |
| --------- | ----------------- | ----------------- | ----------------------------- | --------------------------------- | ------------------------------- |
| 2016      | Kim Bruun         | Fabienne Deprez   | Miłosz Bochat Paweł Pietryja  | Jenny Nyström Sonja Pekkola       | Paweł Pietryja Aneta Wojtkowska |
| 2017      | Kim Bruun         | Neslihan Yiğit    | Kasper Antonsen Niclas Nøhr   | Özge Bayrak Cemre Fere            | Rohan Kapoor Kuhoo Garg         |
| 2018      | Adrian Dziółko    | Luise Heim        | M. R. Arjun Shlok Ramchandran | Rutaparna Panda Arathi Sara Sunil | M. R. Arjun Maneesha Kukkapalli |
| 2019      | Lim Chong King    | Kisona Selvaduray | Eloi Adam Julien Maio         | Margot Lambert Vimala Hériau      | Fabien Delrue Vimala Hériau     |
| 2020 2024 | nicht ausgetragen | nicht ausgetragen | nicht ausgetragen             | nicht ausgetragen                 | nicht ausgetragen               |